# 唐健如
唐健如（1912年—1996年），中国人民解放军将领、中国人民解放军开国少将。
曾任中国人民解放军南京军区干部管理部任免处处长。1955年，授予中国人民解放军少将。